# Christian-Auguste II de Schleswig-Holstein-Sonderbourg-Augustenbourg (1798-1869)
Titre
Duc de Schleswig-Holstein-Sonderbourg-Augustenbourg
14 juin 1814 – 11 mars 1869
(54 ans, 8 mois et 25 jours)
Christian-Auguste II de Schleswig-Holstein-Sonderbourg-Augustenbourg, né à Copenhague le 19 juillet 1798 et mort le 11 mars 1869, est duc de Schleswig-Holstein-Sonderbourg-Augustenbourg de 1814 à 1869 et duc de Schleswig-Holstein.

## Famille
Fils de Frédéric-Christian II de Schleswig-Holstein-Sonderbourg-Augustenbourg et de Louise Augusta de Danemark.
- sœur Caroline-Amélie de Schleswig-Holstein-Sonderbourg-Augustenbourg (1796-1881), qui épouse en 1815 Christian VIII (1786-1848) ;
- frère Frédéric de Schleswig-Holstein-Sonderbourg-Augustenbourg (1800-1865), prince von Noer, qui épouse en 1829 la comtesse Henriette Danneskjold-Samsøe (1806-1858).

### Mariage et descendance
En 1820, Christian-Auguste II de Schleswig-Holstein-Sonderbourg-Augustenbourg épouse Louise-Sophie de Danneskiold-Samsøe (1797-1867), fille du comte Christian-Conrad de Danneskiold-Samsøe.
Sept enfants sont nés de cette union, dont deux morts en bas âges, parmi lesquels :
- Frédéric-Auguste de Schleswig-Holstein-Sonderbourg-Augustenbourg (1829-1880), duc de Schleswig-Holstein-Sonderbourg-Augustenbourg, duc de Schleswig-Holstein ;
- Christian de Schleswig-Holstein-Sonderbourg-Augustenbourg (1831-1917), duc de Schleswig-Holstein-Sonderbourg-Augustenbourg, qui épouse en 1866 Helena du Royaume-Uni (1846-1923), fille de la reine Victoria et d'Albert de Saxe-Cobourg-Gotha (d’où cinq enfants, dont Albert de Schleswig-Holstein) ;
- Henriette de Schleswig-Holstein-Sondebourg-Augustenbourg (1833-1917), qui épouse en 1872 Friedrich von Esmarch (de) (1823-1908).

## Biographie

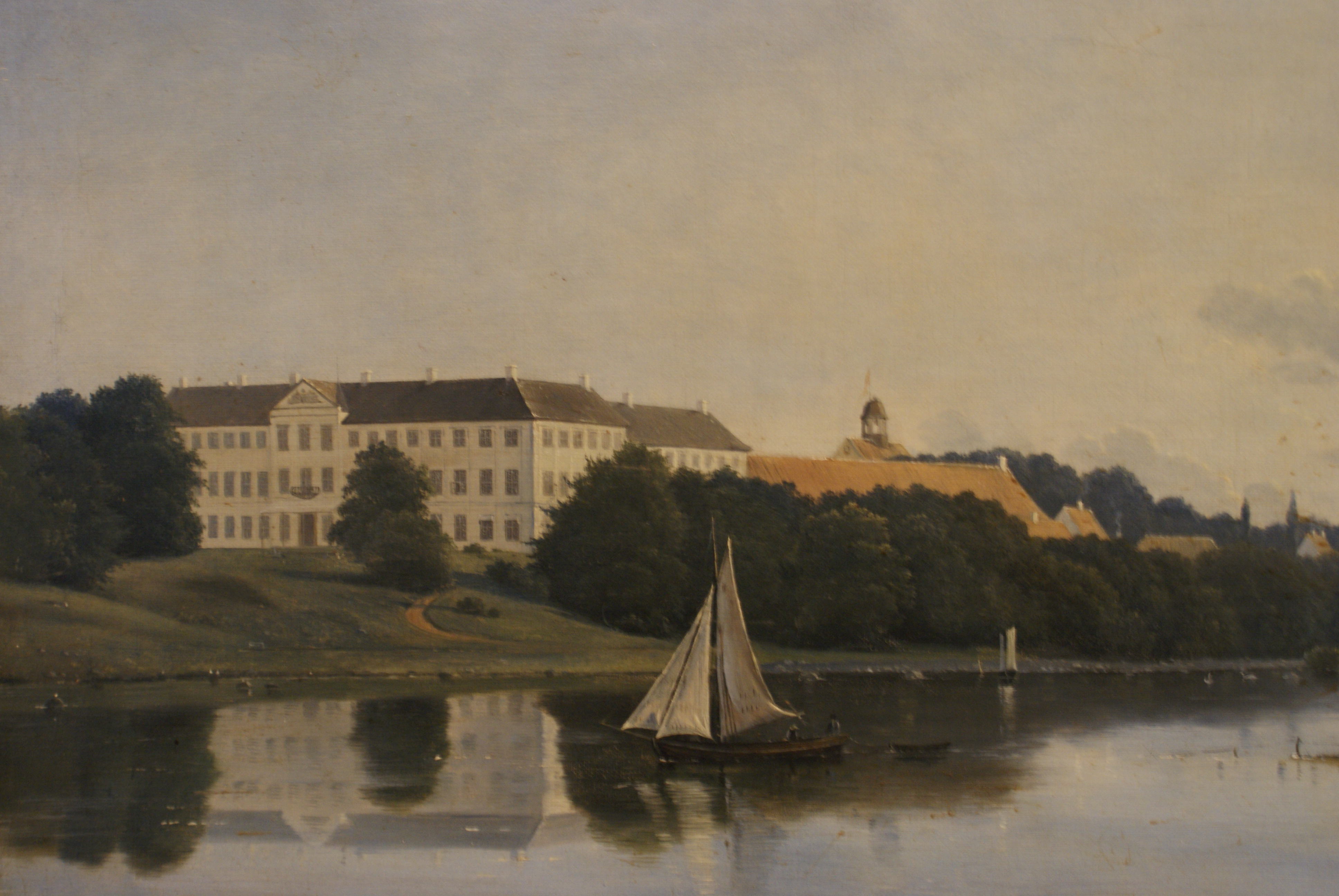
Le château d'Augustenbourg en 1845.

Christian-Auguste II de Schleswig-Holstein-Sonderbourg-Augustenbourg est favorable à l'émancipation des duchés de Schleswig-Holstein. Son objectif est d'unir les deux duchés, proclamer une constitution et monter sur le trône. Descendant de Frédéric V, il revendique également le trône danois.
De 1831 à 1836, il est membre de l'administration générale du Schleswig. Au cours de l'année 1846, il proteste contre la "lettre ouverte" du roi Christian VIII, cette lettre ouverte concerne sa démission de son mandat de l'administration générale. Au cours de l'année 1848, il est élu député de l'Assemblée nationale prussienne. En 1848 et 1849, il soutient le mouvement d'indépendance dans les duchés. Il se rend en Prusse afin d'obtenir le soutien de la Prusse dans l'affirmation de ses droits sur le Schleswig et Holstein. S'ensuit la déclaration de guerre entre le Danemark et le Schleswig-Holstein en 1848, cette guerre implique également la Prusse et la Suède. Les puissances européennes s'unissent pour empêcher le démembrement du Schleswig-Holstein par le Danemark. L'empereur Nicolas Ier parlant comme chef de la branche aînée de Schleswig (Holstein-Gottorp) le considère comme un rebelle. Par les traités de 1767 et 1773, la Russie garantit le Schleswig au Danemark.
Le traité de Londres entre le Danemark et la Prusse est signé le 2 août 1850, Les deux parties conservent leurs droits antérieurs. Le Danemark est satisfait par le traité qui rétablit le pouvoir royal danois en Holstein avec ou sans le consentement de la Confédération allemande. Il est évincé, les militaires danois se mettent en marche afin de contraindre les révoltés des duchés de Schleswig et Holstein à accepter l'autorité du pouvoir royal danois.
Après la guerre du Schleswig-Holstein (1848-1851) et le conférence d'Olmütz le 29 novembre 1850, il est exilé.
Le 31 mars 1852, la question de la succession dans le duché d'Augustenbourg est posée, mais un accord entre les grandes puissances se révèle impossible. Le même jour, il vend ses droits sur les duchés de Schleswig-Holstein au Danemark. Il vit ensuite à Primkenau en Basse-Silésie.

## Généalogie
Christian-Auguste II de Schleswig-Holstein-Sonderbourg-Augustenbourg appartient à la première branche de la Maison de Schleswig-Holstein-Sonderbourg, cette lignée est issue de la première branche de la Maison d'Oldenbourg. Elle s'éteint en 1931 au décès d'Albert de Schleswig-Holstein.